# Trois Balles dans la peau
Pour plus de détails, voir Fiche technique et Distribution.
Trois Balles dans la peau est un film français de Roger Lion sorti en 1934.

## Fiche technique
- Titre : Trois Balles dans la peau
- Réalisation : Roger Lion
- Scénario : Roger Lion
- Dialogues : Roger Lion, Michel Murray
- Photographie : Henri Gondois, Paul Portier, Camille Richard, Georges Régnier
- Décors : Raymond Druart, Hugues Laurent
- Son : René Champot, Raymond Gauguier
- Montage : Jacques Léonard
- Musique : Jean Lenoir, Roger Lion, Raoul Poterat
- Production : S.C.A.S.
- Pays d'origine :  France
- Format :  Noir et blanc - son mono
- Genre : Policier
- Durée : 87 minutes
- Date de sortie : 
  - France, 22 juin 1934

## Distribution
- Jean Angelo : Maxime Dartois
- Colette Darfeuil : Loulou Duralex
- Andrée Servilange : Monette Joly
- Madeleine Guitty : Aurélie Mignon
- Max Maxudian : le juge Lebon
- Pierre Juvenet : Pierre Duralex
- Fernand René : Mignon
- Raymond Narlay : Raynal